# Champagny-sous-Uxelles
Pour les articles homonymes, voir Champagny.
Champagny-sous-Uxelles est une commune française située dans le département de Saône-et-Loire, en région Bourgogne-Franche-Comté.

## Géographie
Le village de Champagny-sous-Uxelles est bâti sur le flanc est d'une colline calcaire, qui culmine à 290 mètres d'altitude en forêt, au lieu dit de la Garenne. Elle fait partie d'un petit chaînon attenant aux monts du Mâconnais et qui émerge de la plaine de la Grosne. La commune est entourée de plusieurs bois (bois de Champagny, bois de la Montagne, bois de Fontenaille) et s'étend également dans la plaine jusqu'au ruisseau de Besançon à l'est.
Le village est situé à 7 km au sud-est de Saint-Gengoux-le-National, 12 km au sud-ouest de Sennecey-le-Grand et à 13 km à l'ouest de Tournus. La ville de Chalon-sur-Saône est éloignée de 24,5 km tandis que Mâcon est distante de 31 km.

### Climat
Pour des articles plus généraux, voir Climat de la Bourgogne-Franche-Comté et Climat de Saône-et-Loire.
En 2010, le climat de la commune est de type climat océanique dégradé des plaines du Centre et du Nord, selon une étude du Centre national de la recherche scientifique s'appuyant sur une série de données couvrant la période 1971-2000. En 2020, Météo-France publie une typologie des climats de la France métropolitaine dans laquelle la commune est dans une zone de transition entre le climat océanique altéré et le climat océanique altéré et est dans la région climatique Bourgogne, vallée de la Saône, caractérisée par un bon ensoleillement (1 900 h/an), un été chaud (18,5 °C), un air sec au printemps et en été et des vents faibles.
Pour la période 1971-2000, la température annuelle moyenne est de 11,3 °C, avec une amplitude thermique annuelle de 17,6 °C. Le cumul annuel moyen de précipitations est de 909 mm, avec 10,4 jours de précipitations en janvier et 7,4 jours en juillet. Pour la période 1991-2020, la température moyenne annuelle observée sur la station météorologique de Météo-France la plus proche, « Jalogny_sapc », sur la commune de Jalogny à 20 km à vol d'oiseau, est de 11,2 °C et le cumul annuel moyen de précipitations est de 873,4 mm. 
La température maximale relevée sur cette station est de 39,6 °C, atteinte le 12 août 2003 ; la température minimale est de −21,6 °C, atteinte le 17 janvier 1985,,.
Les paramètres climatiques de la commune ont été estimés pour le milieu du siècle (2041-2070) selon différents scénarios d'émission de gaz à effet de serre à partir des nouvelles projections climatiques de référence DRIAS-2020. Ils sont consultables sur un site dédié publié par Météo-France en novembre 2022.

## Urbanisme

### Typologie
Au 1er janvier 2024, Champagny-sous-Uxelles est catégorisée commune rurale à habitat dispersé, selon la nouvelle grille communale de densité à sept niveaux définie par l'Insee en 2022.
Elle est située hors unité urbaine et hors attraction des villes,.

### Occupation des sols
L'occupation des sols de la commune, telle qu'elle ressort de la base de données européenne d’occupation biophysique des sols Corine Land Cover (CLC), est marquée par l'importance des territoires agricoles (54,2 % en 2018), en diminution par rapport à 1990 (59,2 %). La répartition détaillée en 2018 est la suivante : forêts (40,8 %), terres arables (31,7 %), prairies (20,6 %), zones urbanisées (5,1 %), zones agricoles hétérogènes (1,8 %). L'évolution de l’occupation des sols de la commune et de ses infrastructures peut être observée sur les différentes représentations cartographiques du territoire : la carte de Cassini (XVIIIe siècle), la carte d'état-major (1820-1866) et les cartes ou photos aériennes de l'IGN pour la période actuelle (1950 à aujourd'hui).

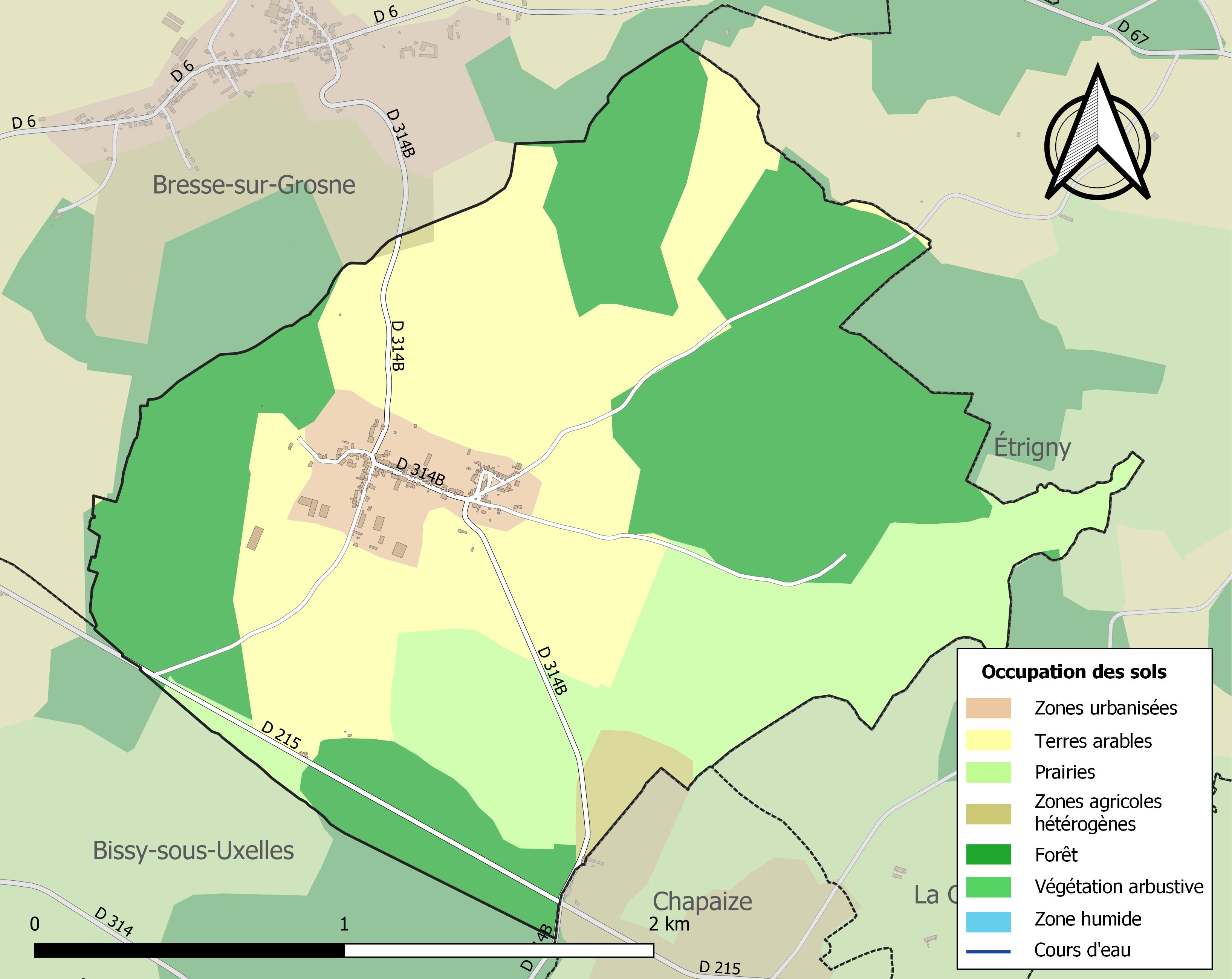
Carte des infrastructures et de l'occupation des sols de la commune en 2018 (CLC).

## Histoire
Voie romaine et vestiges gallo-romains témoignent d’un peuplement ancien.
L'église, consacrée à saint Vincent, fut construite en 1864, dans le style néo-roman, sur les plans de 1844 de l'architecte Lazare Narjoux (1797-1879) de Chalon-sur-Saône, qui ne furent pas exécutés. On lui demanda en 1864 un nouveau projet prévoyant un élargissement d'un mètre et une élévation d'un mètre. La réception d'œuvre eut lieu en 1869.
Autrefois hameau de Colombier-sous-Uxelles, Champagny devint le chef-lieu de sa commune le 27 août 1883. La commune prend alors le nom de Champagny-sous-Uxelles. 20 ans plus tard, une décision du Conseil général de Saône-et-Loire décide le 15 septembre 1903 du transfert du hameau de Colombier (qui était le chef-lieu de la commune avant le transfert de 1883) à la commune de Bresse-sur-Grosne.

## Politique et administration

### Tendances politiques et résultats

#### Élections législatives
Le village de Champagny-sous-Uxelles faisant partie de la quatrième circonscription de Saône-et-Loire, place en tête lors du 1er tour des élections législatives françaises de 2022, Cécile Untermaier (PS), députée sortante, arrive en tête avec 42,86 % des suffrages comme lors du second tour, avec cette fois-ci, 80 % des suffrages.

### Liste des maires de Champagny-sous-Uxelles
| Période                                  | Période   | Identité                       | Étiquette | Qualité |
| ---------------------------------------- | --------- | ------------------------------ | --------- | ------- |
| mars 1989                                | mars 2014 | Jean Lamblin                   |           |         |
| mars 2014                                | en cours  | Philippe-Charles De La Brousse |           |         |
| Les données manquantes sont à compléter. |           |                                |           |         |

## Démographie

Les vignobles du Mâconnais.

L'évolution du nombre d'habitants est connue à travers les recensements de la population effectués dans la commune depuis 1793. Pour les communes de moins de 10 000 habitants, une enquête de recensement portant sur toute la population est réalisée tous les cinq ans, les populations de référence des années intermédiaires étant quant à elles estimées par interpolation ou extrapolation. Pour la commune, le premier recensement exhaustif entrant dans le cadre du nouveau dispositif a été réalisé en 2006.

En 2022, la commune comptait 84 habitants, en évolution de −13,4 % par rapport à 2016 (Saône-et-Loire : −1,06 %, France hors Mayotte : +2,11 %).
| 1793 | 1800 | 1806 | 1821 | 1831 | 1836 | 1841 | 1846 | 1851 |
| ---- | ---- | ---- | ---- | ---- | ---- | ---- | ---- | ---- |
| 306  | 572  | 552  | 506  | 526  | 561  | 532  | 590  | 597  |

| 1876 | 1881 | 1886 | 1891 | 1896 | 1901 | 1906 | 1911 | 1921 |
| ---- | ---- | ---- | ---- | ---- | ---- | ---- | ---- | ---- |
| 456  | 419  | 387  | 385  | 317  | 312  | 193  | 198  | 179  |

| 1926 | 1931 | 1936 | 1946 | 1954 | 1962 | 1968 | 1975 | 1982 |
| ---- | ---- | ---- | ---- | ---- | ---- | ---- | ---- | ---- |
| 168  | 161  | 136  | 106  | 110  | 92   | 84   | 62   | 59   |

| 1990 | 1999 | 2006 | 2011 | 2016 | 2021 | 2022 | - | - |
| ---- | ---- | ---- | ---- | ---- | ---- | ---- | - | - |
| 60   | 75   | 82   | 84   | 97   | 88   | 84   | - | - |

## Cultes
Champagny-sous-Uxelles fait partie de la paroisse Saint-Martin entre Saône et Grosne qui compte treize communes autour de Sennecey-le-Grand, soit 8 742 habitants.

## Culture locale et patrimoine

### Lieux et monuments
- L'église placée sous le vocable de saint Vincent, qui se compose d’une nef unique de deux travées, d'un transept largement saillant, d'une travée de chœur prolongée par une abside semi-circulaire plus étroite, puis, dans l'axe, par la sacristie rectangulaire. L'ensemble de l'église est voûté d'arêtes sur doubleaux, sauf dans l'hémicycle voûté d'arêtes nervées[25].
- Le château de Champagny-sous-Uxelles.

### Héraldique
| Blason de Champagny-sous-Uxelles | Blason  | Parti mi-coupé à senestre: au 1 d'azur à un saint Vincent d'argent, chevelé de sable, auréolé d'or, tenant dans sa dextre une palme d'argent et dans sa senestre une grappe de raisin de pourpre, tigée et feuillée au naturel, au 2 de gueules à trois jonquilles tigées et feuillés au naturel rangées en fasce, au 3 d'argent à une feuille de chêne de sinople posée en barre; à un casque romain d'or brochant sur la partition en cœur, et à la filière de sinople enfermant le tout. |
| Blason de Champagny-sous-Uxelles | Détails | Créé par JF Binon. Adopté le 12 mai 2022. |

## Pour approfondir